# Standfield & White
Standfield & White war ein britischer Hersteller von Automobilen.

## Unternehmensgeschichte
Das Unternehmen aus Exeter war Händler und Werkstatt für Automobile. 1901 begann die Produktion von Automobilen. Der Markenname lautete White. 1906 endete die Automobilproduktion. 1912 vertrieben sie Fahrzeuge der Wolseley Motor Company und 1933 Fahrzeuge von Hillman.

## Fahrzeuge
Zu den selbst hergestellten Fahrzeugen sind keine Details bekannt.